# エゾムチゴケ
エゾムチゴケ（Bazzania trilobata）は、ウロコゴケ目ムチゴケ科の苔類。

## 分布
日本、樺太、中国、シベリア、北米、ヨーロッパに分布。亜高山帯の林床などに生育する。

## 特徴
茎は鮮緑色か茶色がかった緑色で、全長は最大で10cmほどになる。葉は長さ約3mmで、卵形、先端に3本の歯牙がある。葉は密に重なって、腹葉は離在する。腹葉の背面には単細胞の突起が離在することもある。

## 類似種
近縁のスギバゴケ属に分類されるハイスギバゴケなどは、植物体がより細長いことや葉の先が4裂することなどで容易に区別できる。また同属のムチゴケやフォウリィムチゴケ、サケバムチゴケなどと非常に類似し、特にフォウリィムチゴケとは形態的に類似するが、葉が長舌形であることや腹葉の中心部が膨らむことなどで区別できる。